# Partido Comunista do Azerbaijão (1993)
O Partido Comunista do Azerbaijão (em azeri:  Azərbaycan Kommunist Partiyası) é um partido político comunista do Azerbaijão. O partido e proclama-se o legítimo herdeiro e sucessor do Partido Comunista do Azerbaijão, o partido que comandou a RSS do Azerbaijão, um ramo do Partido Comunista da União Soviética (PCUS). No entanto, três outros partidos comunistas azeris também proclamar-se como sucessores do Partido Comunista do Azerbaijão. O partido foi criado em 1993 por Ramiz Ahmadov que liderou até sua morte, em 2007. O atual líder é Rauf Gurbanov desde 2007.